# Pseudobrimus
Pseudobrimus – rodzaj chrząszczy z rodziny kózkowatych i podrodziny zgrzypikowych.

## Zasięg występowania
Przedstawiciele tego rodzaju występują w Afryce Środkowej i Wschodniej.

## Systematyka
Do Pseudobrimus należy 8 gatunków:
- Pseudobrimus affinis
- Pseudobrimus congoanus
- Pseudobrimus fossulatus
- Pseudobrimus gabonicus
- Pseudobrimus griseomarmoratus
- Pseudobrimus griseosparsus
- Pseudobrimus latefasciatus
- Pseudobrimus nigrovittatus